# Agliano
Agliano is een plaats (frazione) in de Italiaanse gemeente Campello sul Clitunno.